# Annona neoelliptica
Annona neoelliptica este o specie de plante angiosperme din genul Annona, familia Annonaceae, descrisă de H. Rainer și Paulus Johannes Maria Maas. Conform Catalogue of Life specia Annona neoelliptica nu are subspecii cunoscute.